# Edipo rey
Edipo rey (en griego Oι̉δίπoυς τύραννoς, Oidipous Tyrannos; en latín Oedipus Rex) es una tragedia griega de Sófocles, de fecha desconocida. Algunos indicios dicen que pudo ser escrita en los años posteriores a 430 a. C. y que fue representada por primera vez alrededor del año 429 a. C.
Originalmente, para los griegos de la Antigüedad, el título era simplemente Edipo (Οἰδίπους), y así se refiere a ella Aristóteles en su Poética. Se cree que fue rebautizada como Edipo tirano para distinguirse la otra obra de Sófocles, Edipo en Colono. En la antigüedad, el término «tirano» se refería a un gobernante sin pretensión legítima al trono, pero no tenía necesariamente una connotación negativa.
De las tres obras tebanas de Sófocles que se han conservado, y que tratan la historia de Edipo, Edipo rey fue la segunda en escribirse. Sin embargo, en términos de cronología interna de los acontecimientos descritos en las obras, sería la primera, seguida por Edipo en Colono y luego Antígona.
Antes del comienzo de Edipo rey, Edipo se ha convertido en rey de Tebas al mismo tiempo que, sin querer, cumplía una profecía de que mataría a su padre, Layo (el rey precedente), y se casaría con su madre, Yocasta (a quien Edipo tomó por reina después de resolver el enigma de la Esfinge). La obra nos presenta a Edipo en su momento de mayor esplendor, como rey de Tebas y esposo de Yocasta. Para salvar a la ciudad de la peste que la asola, comienza a investigar la muerte del rey anterior: Layo. Poco a poco se descubre la verdad: Edipo es el asesino que busca. Layo era su padre. Y su esposa, Yocasta, es al mismo tiempo, su madre. Yocasta se suicida colgándose y Edipo, horrorizado por el parricidio y el incesto, se ciega a sí mismo desesperado; pide a su cuñado Creonte que le deje partir al destierro y se quede con sus dos hijas, ya que sus dos hijos son hombres y sabrán cómo actuar.
Aunque la tetralogía de la que formaba parte (de la que se han perdido las demás obras) solo logró el segundo puesto en el agón dramático, muchos consideran Edipo rey la obra maestra de Sófocles e incluso de la tragedia griega. Entre ellos, Aristóteles, que la analiza en la Poética, mencionándola varias veces para ejemplificar aspectos del género.

## Contexto

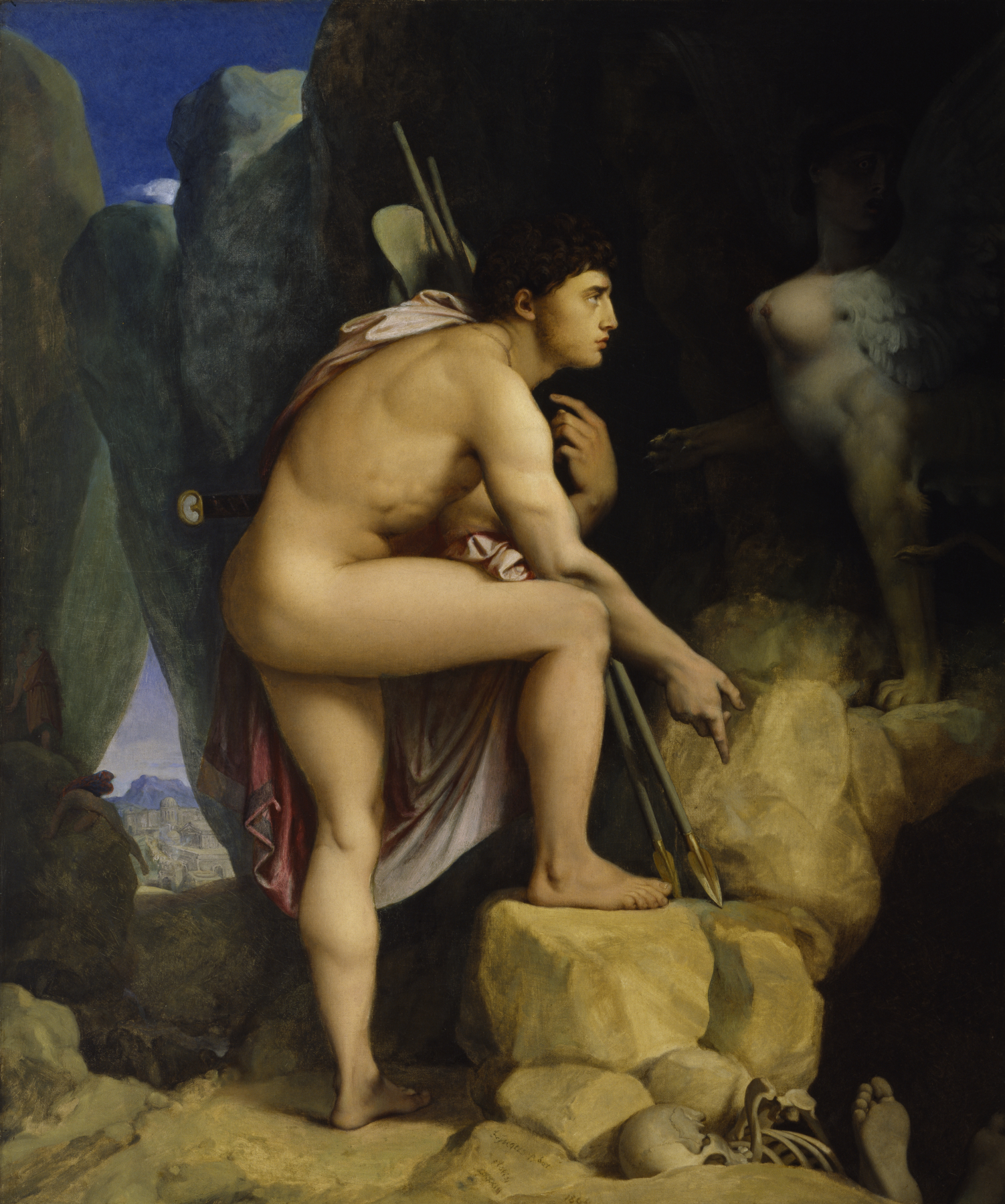
Pintura de Jean-Auguste-Dominique Ingres representando a Edipo después de que resolviera el enigma de la Esfinge. Museo de Arte Walters.

Muchas partes o elementos del mito de Edipo ocurren antes de la primera escena de la obra, aunque se menciona alguno de ellos en el texto. Edipo es el hijo de Layo y Yocasta, el rey y la reina de Tebas. Las desgracias de su estirpe son el resultado de una maldición que le echaron a su padre por violar las sagradas leyes de la hospitalidad. En su juventud, Layo fue el invitado de Pélope, el rey de Elis, y se convirtió en tutor de Crisipo, el hijo menor del rey, en una carrera de carros. Layo sedujo o raptó y violó a Crisipo, quien según algunas versiones, se suicidó por vergüenza. Esta muerte lanzó una sombra sobre Layo y todos sus descendientes (aunque muchos estudiosos consideran que las transgresiones de Layo contra Crisipo fueron un añadido posterior al mito).
Cuando nace su hijo, el rey consulta un Oráculo para saber su destino. Para horror suyo, el oráculo revela que Layo «está condenado a perecer a manos de su propio hijo». Layo ata juntos los pies del bebé con un broche, y ordena a Yocasta que lo mate. Incapaz de matar a su propio hijo, Yocasta ordena a un criado que mate al niño por ella. El criado entonces expone al bebé en lo alto de una montaña, donde lo encuentra y rescata un pastor (en algunas versiones, el criado entrega al niño al pastor). El pastor llama al niño Edipo, «pies hinchados», pues sus pies habían sido atados fuertemente por Layo. El pastor lleva al niño a Corinto, y se lo entrega al rey Pólibo, que carece de hijos, quien lo cría como si fuera hijo propio.
Conforme crece y madura, Edipo escucha un rumor de que no es verdaderamente el hijo de Pólibo y su esposa, Mérope. Le pide al oráculo de Delfos quienes son sus verdaderos padres. El Oráculo parece ignorar esta pregunta y en lugar de eso le dice que está destinado a «aparearse con [su] propia madre y derramar/con [sus] propias manos la sangre de [su] propio padre». Desesperado por evitar este terrible destino, Edipo, quien aún cree que Pólibo y Mérope son sus verdaderos padres, deja Corinto por la ciudad de Tebas.
En el camino a Tebas, Edipo se encuentra con Layo y su séquito, y los dos disputan sobre qué carro tiene derecho de paso. El rey tebano se mueve para golpear al insolente joven con su cetro, pero Edipo, sin ser consciente de que Layo es su verdadero padre, arroja al viejo de su carro, matándolo. Así, Layo es muerto por su propio hijo, y se cumple la profecía que el rey había intentado eludir exponiendo a Edipo al nacer.
Antes de llegar a Tebas, Edipo se encuentra con la Esfinge, una bestia legendaria con la cabeza y el pecho de una mujer, el cuerpo de una leona, y las alas de un águila. La Esfinge fue enviada a la carretera que se acerca a Tebas como castigo de los dioses, y estrangulará a cualquier viajero que no pueda resolver cierto acertijo. El acertijo preciso que la Esfinge pregunta varía en las tempranas tradiciones, y no se habla de él en Edipo rey, pues es un acontecimiento que ocurre antes de la obra; pero la versión más conocida es «¿qué criatura es la que camina a cuatro patas por la mañana, dos piernas a mediodía y tres por la tarde?». Edipo correctamente adivina que es «el hombre», quien se arrastra a cuatro patas de bebé, camina erguido en la madurez y se apoya en un bastón en la ancianidad. Vencida por el príncipe, la Esfinge se arroja desde un acantilado, poniendo así fin a la maldición. La recompensa de Edipo por liberar a Tebas de la Esfinge es su amistad, y la mano de la reina viuda, Yocasta; ninguno se percata entonces de que Yocasta es la verdadera madre de Edipo. Así, sin saberlo ninguno de los personajes, la profecía se ha cumplido.

## Argumento

### Peste en Tebas

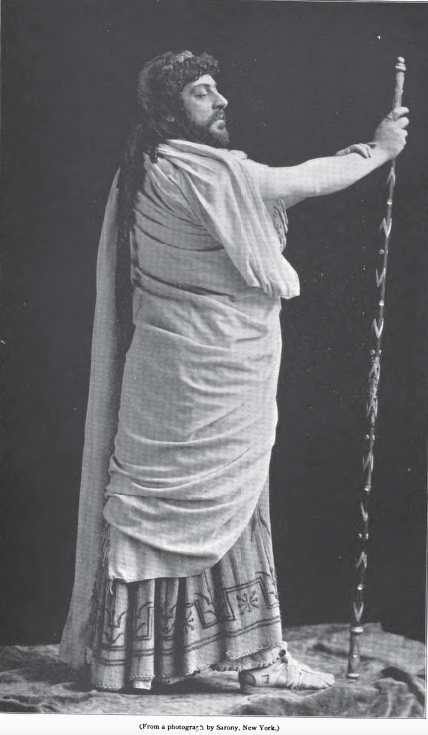
El actor Mounet-Sully como Edipo

Edipo, rey de Tebas, se dirige a una muchedumbre encabezada por un sacerdote, que se ha congregado ante el rey para pedir un remedio a la peste que asola la ciudad de Tebas. Para conocer las causas de esta desgracia, el propio Edipo ha mandado a su cuñado Creonte a consultar el oráculo de Delfos. Creonte regresa para contar que la peste es el resultado de una contaminación religiosa, puesto que el asesino del anterior rey, Layo, no ha sido atrapado: su sangre derramada amenaza con dar muerte a todos los habitantes de la ciudad hasta que el asesino sea ejecutado o exiliado.
Edipo jura encontrar al asesino y lo maldice por causar la peste. Pronuncia un bando solemne en el que pide a todo el pueblo tebano que colabore en el esclarecimiento del crimen. Tanto el asesino como el cómplice podrán, si se entregan, conservar la vida, aunque tendrán que partir al exilio; cualquier testigo que haya visto lo sucedido debe decirlo sin temor y Edipo le recompensará. Pero si el culpable no se entrega, a todo el que sea responsable de ello se le prohibirá participar en la vida de la ciudad, por lo que Edipo pide a los dioses que él y los suyos mueran de la peor manera posible.

### Predicciones de Tiresias
Por consejo de Creonte, Edipo llama al adivino ciego Tiresias para que ayude a esclarecer lo sucedido. Cuando llega Tiresias, el rey y el coro lo reciben con respeto, pero pronto queda claro que el vidente no quiere colaborar; dice que conoce las respuestas, pero se niega a hablar y en lugar de eso le dice que deje su búsqueda. El diálogo entre Edipo y el adivino degenera por ello en un enfrentamiento (agón), en el que ambos se insultan. Edipo se enfada por el rechazo a hablar de Tiresias, y verbalmente lo acusa de complicidad en el asesinato de Layo. Irritado, Tiresias declara que Edipo es el asesino que está buscando («Tú eres el asesino del hombre acerca del cual están investigando»), e incluso le anuncia (en lenguaje voluntariamente críptico) que vive en incesto con su madre y ha tenido hijos con ella; que aunque se crea extranjero es tebano de nacimiento y que dentro de poco se quedará, como él, ciego. Edipo no se explica cómo va a ser cierto lo que dice Tiresias, así que llega a la conclusión de que el profeta y Creonte se han puesto de acuerdo para acusarle del crimen y desplazarle así del trono. Los dos discuten con vehemencia, pues Edipo se burla de la falta de vista de Tiresias, y Tiresias a su vez le dice a Edipo que él mismo es ciego. Al final, Tiresias se marcha, murmurando oscuramente que cuando se descubra al asesino será un ciudadano nativo de Tebas, hermano y padre de sus propios hijos, e hijo y esposo de su propia madre.

### Acusaciones contra Creonte
Entre los ancianos tebanos cunde la duda por las confusas palabras de Tiresias. Creonte aparece indignado ante las acusaciones que ha hecho Edipo de conspiración para usurpar el trono. Él señala que resulta inexplicable que Tiresias, que estaba en la ciudad en el momento del asesinato de Layo, no declarara entonces lo que sabía, y haya esperado hasta ahora para acusarle de aquel crimen. Creonte replica que, como cuñado y amigo de Edipo, ya tiene suficiente poder en Tebas y que nunca desearía las preocupaciones y problemas que debe afrontar un rey. Además, señala a Edipo que no se debe acusar sin pruebas y que si no cree que lo que ha dicho el oráculo de Delfos sea cierto, puede ir él mismo a comprobarlo. También le dice que si Edipo tiene pruebas de que él se ha confabulado con el adivino Tiresias, él mismo se condenará a muerte. El rey exige que Creonte sea ejecutado; sin embargo, el coro le convence de que deje vivir a Creonte.

### Revelaciones de Yocasta
Yocasta, esposa primero de Layo y luego de Edipo, ejerce de mediadora en la disputa. Intenta reconfortar a Edipo. Tras conocer los motivos, dice a Edipo que no debe hacer ningún caso de las adivinaciones proféticas y pone como ejemplo un oráculo de Apolo que no se cumplió. La profecía afirmaba que Layo moriría asesinado por su propio hijo. Sin embargo, Layo murió de otra forma, asesinado por unos bandidos en un cruce de tres caminos de camino a Delfos. El único hijo que tuvieron murió poco después de nacer, pues se lo dieron a un criado para que lo matara. Por tanto, señala Yocasta, el oráculo no se cumplió en modo alguno.
La mención de este cruce de caminos hace que Edipo se pare un momento y pida más detalles. Le pregunta a Yocasta qué aspecto tenía Layo, y Edipo de repente empieza a sospechar que sean ciertas las acusaciones de Tiresias. Exige que traigan a su presencia al único testigo del asesinato de los campos donde ahora trabaja de pastor. Hay un gran suspenso porque Yocasta no conoce los motivos de ese miedo de Edipo.

### Edipo cuenta su historia
Yocasta, confusa, le pregunta a Edipo qué es lo que ocurre. Edipo relata a Yocasta cómo sus padres fueron Pólibo y Mérope, reyes de Corinto. Hace muchos años, en un banquete en Corinto, un hombre borracho acusó a Edipo de no ser el hijo de su padre. Edipo se fue a consultar el oráculo de Delfos y le preguntó al oráculo sobre su linaje. Apolo no respondió sus dudas y en cambio le dijo que algún día asesinaría a su padre y se acostaría con su madre. Por ello había abandonado Corinto, para tratar de evitar el cumplimiento de esa profecía no regresando jamás. Más tarde, en sus andanzas, había tenido un incidente en el mismo cruce de caminos donde fue muerto Layo, y encontró un carruaje que intentó sacarlo de la carretera. Se desarrolló una discusión y Edipo mató a los viajeros, incluyendo a un hombre cuya descripción casaba con la que Yocasta hizo de Layo. La esperanza que tiene Edipo de no ser el asesino de Layo es que el único testigo había afirmado que Layo fue asesinado por varios ladrones. Si el pastor confirma que Layo fue atacado por varios hombres, entonces Edipo no es el culpable.
(La profecía se cumplió).

### Noticias de Corinto
Yocasta manda llamar al testigo y también se presenta como suplicante ante el templo de Apolo para que resuelva sus males.
Mientras, llega un mensajero inesperado que trae noticias de Corinto: Pólibo ha muerto y quieren proclamar a Edipo como rey de Corinto. Yocasta, tras oír las noticias, trata de hacer ver a Edipo que tampoco el oráculo según el cual iba a matar a su padre se había cumplido y por tanto ya no debería de temer el otro oráculo que decía que se casaría con su madre. Edipo, para sorpresa del mensajero, queda feliz por las noticias, porque prueba que la mitad de la profecía era falsa, ahora jamás podrá matar a su padre. Sin embargo, aún teme que pueda de alguna manera cometer incesto con su madre. El mensajero, ansioso de tranquilizar a Edipo, le dice que no se preocupe, porque Mérope no es su verdadera madre.
Surge entonces el hecho de que este mensajero fue anteriormente un pastor en el monte Citerón, y que le entregaron un bebé, que entonces fue adoptado por Pólibo, quien carecía de hijos. El niño, explica, se lo dio otro pastor de la casa de Layo, a quien le habían dicho que se deshiciera del niño. Edipo pregunta al coro si alguien conoce quién era este hombre, o dónde podría estar ahora. Le responden que es el «mismo pastor» que fue testigo del crimen de Layo el que había entregado a Edipo, cuando este era un bebé, al mensajero, a quien Edipo ya había mandado a buscar.

### Resolución de los enigmas
La reina Yocasta, tras oír el relato completo del mensajero, ha comprendido todo el profundo misterio y desesperada, le ruega a Edipo que deje de hacer preguntas. Pero él se niega, y ella corre a meterse en el palacio.
Por fin llega el testigo del crimen. Edipo y el mensajero lo interrogan y al principio se resiste a dar respuestas, pidiendo que le dejen irse sin responder nada. Sin embargo, ante las amenazas de Edipo de torturarlo o ejecutarlo, revela que el niño que le habían entregado para que lo abandonara en el monte Citerón era hijo del rey Layo y la reina Yocasta y que lo habían entregado para que muriera, impidiendo que se cumpliera un oráculo funesto, la profecía que Yocasta dijo que nunca se había hecho verdad: que el niño mataría a su padre. Sin embargo, él lo había entregado al mensajero por piedad.
Edipo comprende que Yocasta y Layo eran sus verdaderos padres y que todas las predicciones de los oráculos se han cumplido. Edipo se maldice a sí mismo y al destino, antes de abandonar el escenario. El coro lamenta cómo incluso un gran hombre puede caer por el destino, y después de esto, un criado sale del palacio para hablar de lo que ha ocurrido dentro. Cuando Yocasta entró en la casa, corrió al dormitorio del palacio y ahí se ahorcó. Poco después, Edipo entró furioso, llamando a sus criados para que le llevaran una espada de manera que pudiera cortar el vientre de su madre. Cuando, furioso, recorre la casa, descubre el cuerpo de Yocasta. Gritando, Edipo la baja y le quita largas agujas de oro que mantenían su vestido, antes de clavárselos en sus propios ojos, desesperado.
Edipo sale del palacio con los ojos ensangrentados y pide ser desterrado, tan pronto como sea posible. Dice que ha preferido cegarse porque no puede permitirse ver, después de sus crímenes, a sus padres en el infierno, a los hijos que ha engendrado, ni al pueblo de Tebas.
Entra Creonte, que asume el poder, pide a los tebanos que se apiaden de Edipo y lo hagan entrar en el palacio. A continuación dice que consultará de nuevo al oráculo para saber lo que tiene que hacer con Edipo. Este dice que no tenga piedad con él, pide ser desterrado. Las dos hijas (y medio hermanas) de Edipo, Antígona e Ismene, son llamadas y Edipo lamenta que hayan nacido en una familia maldita. Le pide a Creonte que cuide de ellas y Creonte se muestra conforme, antes de enviar a Edipo de vuelta al interior del palacio.
En un escenario vacío, los últimos versos del corifeo son una especie de conclusión o máxima griega, de que ningún hombre debe considerarse feliz hasta que está muerto:

Ningún mortal puede considerar a nadie feliz con la mira puesta en el último día, hasta que llegue al término de su vida sin haber sufrido nada doloroso.

## El coro

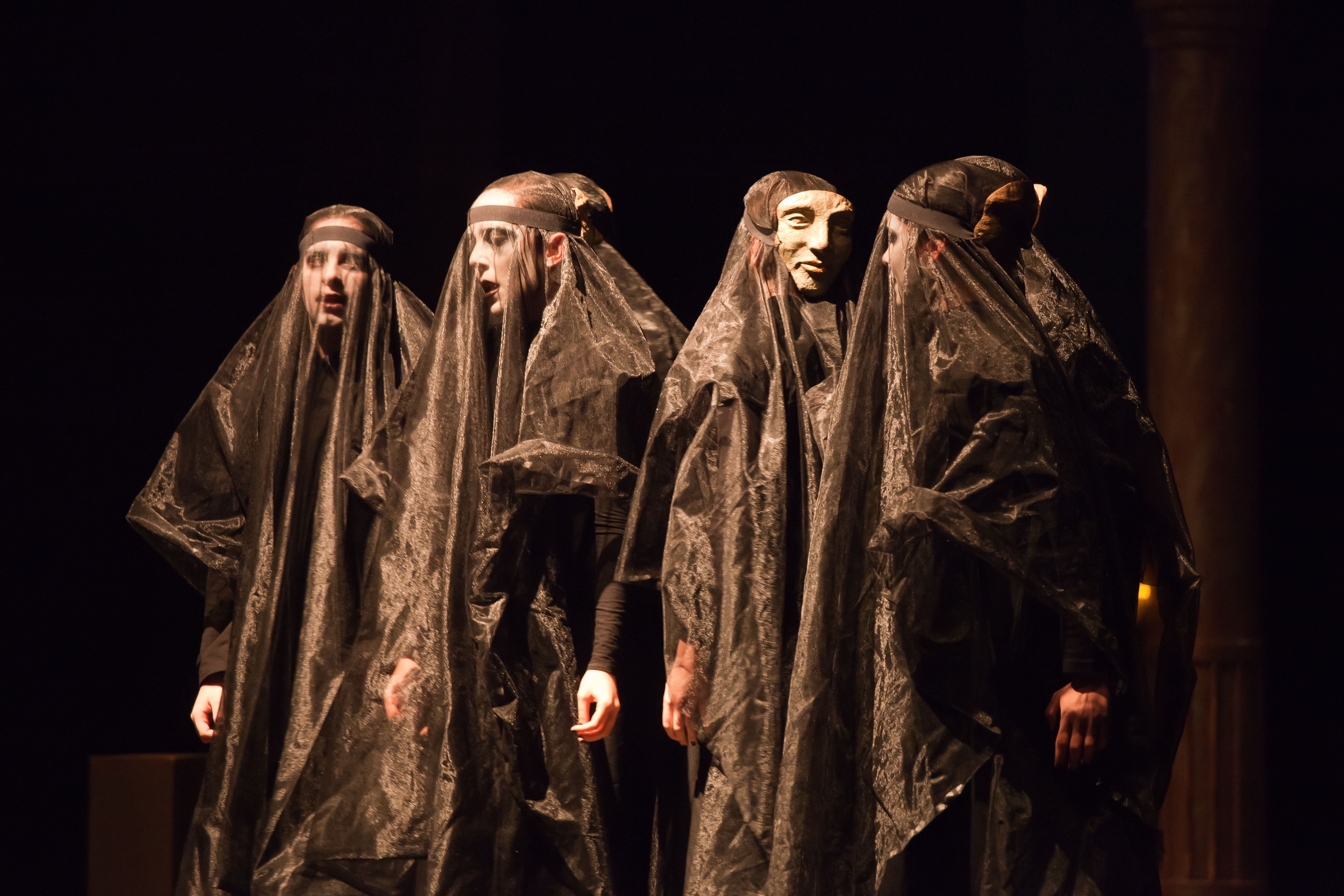
Coro de Edipo Rey

El coro es un personaje colectivo que comenta y juzga lo que ocurre en la tragedia. Representa al ciudadano tebano, que tiene sus esperanzas puestas en Edipo pero confía también en los dioses. Es un personaje conciliador, cuya preocupación es salvar la ciudad. Le desagradan las rencillas de los personajes y la impiedad que manifiesta Yocasta al poner en duda la veracidad de los oráculos de Apolo.
Intervenciones del coro:
- Primera: después del prólogo, para elevar una plegaria a las divinidades de la ciudad con el fin de eliminar la peste.
- Segunda: después de la primera parte que canta su desconcierto y quiere encontrar la causa de la peste por un lado, y por otro siente angustia por las palabras del adivino y por su fidelidad al rey.
- Tercera: medita sobre la profecía que el oráculo hizo a Layo y el destino de este.
- Cuarta: después de la tercera parte, da ánimos a Edipo, sugiriendo que este puede ser en realidad hijo de un dios y una ninfa del monte Citerón.
- Quinta: antes del epílogo en la que canta la desdicha al ver lo que ha sido su rey y en lo que se ha convertido.

Al final de la obra, el coro mantiene su afecto por Edipo, cuya desgracia deplora.

## Relación con la tradición mítica
Las dos ciudades de Troya y Tebas fueron el principal foco de la poesía épica griega. Los acontecimientos en torno a la guerra de Troya fueron narrados en el ciclo épico, de lo cual queda mucho, y aquellos que giran en torno a Tebas en el ciclo tebano, que se han perdido. El ciclo tebano relataba la secuencia de tragedias que afectaron a la casa de Layo, de las cuales forma parte la historia de Edipo.
La Odisea de Homero (XI.271ff.) contiene el relato más temprano del mito de Edipo cuando Odiseo se encuentra a Yocasta (llamada Epicasta) en el inframundo. Homero brevemente resume la historia de Edipo, incluyendo el incesto, el parricidio, y el posterior suicidio de Yocasta. Sin embargo, en la versión homérica, Edipo sigue siendo rey de Tebas después de la revelación y ni se ciega a sí mismo, ni lo envían al exilio. En particular, se dice que los dioses hicieron que se conociera el tema de su paternidad, mientras que en Edipo rey, Edipo descubre la verdad, en gran parte, por sí mismo.
En el año 467 a. C., el compañero trágico de Sófocles, Esquilo ganó el primer premio en las Dionisias Urbanas con una trilogía sobre la Casa de Layo, que comprendía Layo, Edipo y Los siete contra Tebas (la única obra que nos ha llegado). Puesto que él no escribió trilogías conectadas como hizo Esquilo, Edipo rey se centra en el personaje titular mientras que al mismo tiempo se refiere solo de manera indirecta al gran mito, que ya era conocido para el público en Atenas en aquella época.

## Recepción

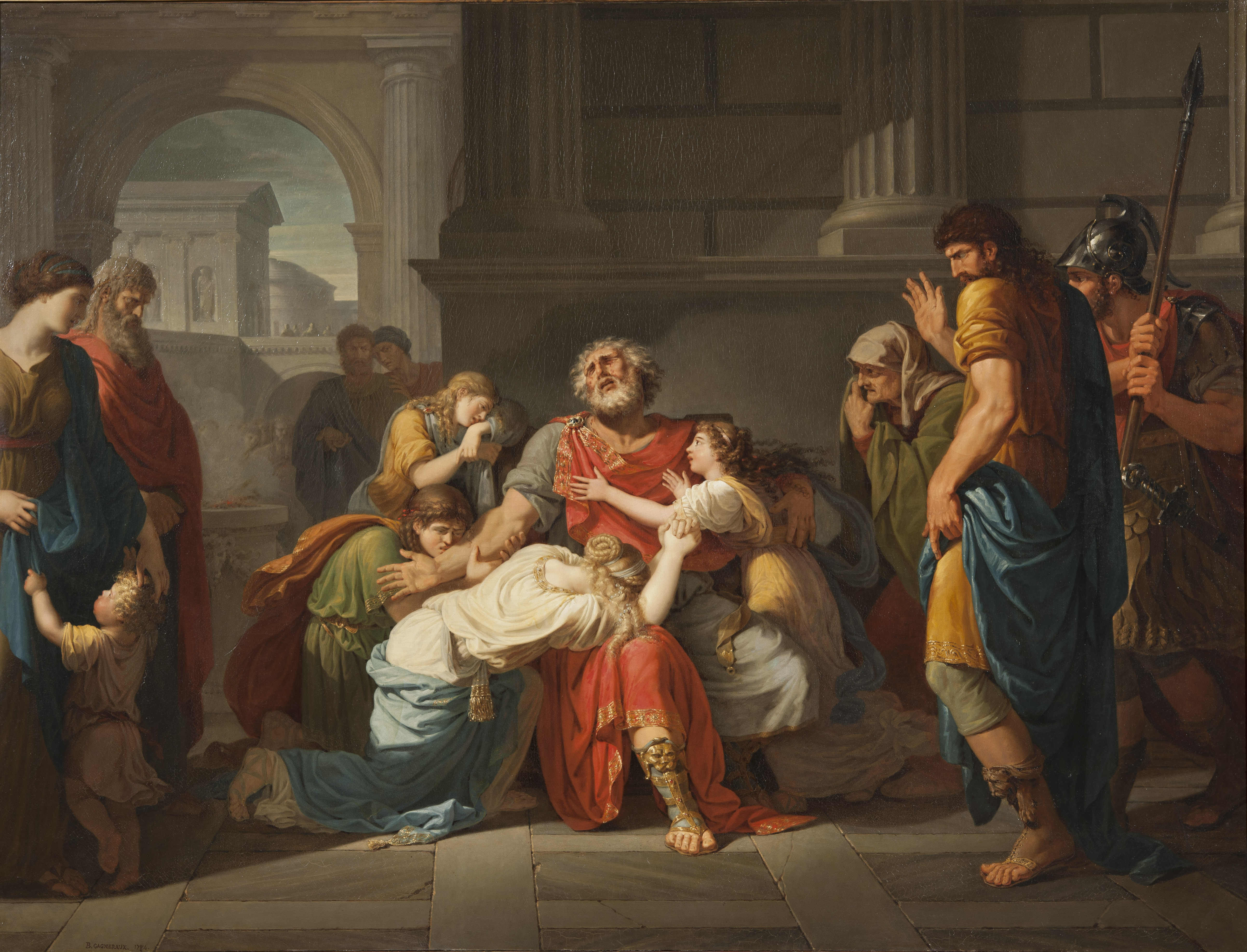
Bénigne Gagneraux, Edipo ciego encomendando a sus hijos a los dioses

La trilogía de la que Edipo rey formaba parte obtuvo el segundo premio en las Dionisias Urbanas en su representación original. El sobrino de Esquilo, Filocles ganó el primer premio en esa competición. Sin embargo, en su Poética, Aristóteles considera a Edipo rey como la tragedia que mejor encajaba con su prescripción de cómo debía hacerse un drama.
Muchos críticos modernos están de acuerdo con Aristóteles sobre la calidad de Edipo rey, incluso aunque no estén de acuerdo en las razones. Por ejemplo, Richard Claverhouse Jebb afirmó que «El Edipo rey es en un sentido la obra maestra de la tragedia ática. Ninguna otra muestra en igual grado el arte en el desarrollo de la trama; y esta excelencia depende de un poderoso y sutil dibujo de los personajes». Cedric Whitman apuntó que «el Edipo rey pasa casi universalmente por ser la más grande de las obras griegas existentes...» El propio Whitman consideró que la obra es «la expresión más plena de esta concepción de la tragedia», que es la concepción de la tragedia como una «revelación del desgraciado destino del hombre», donde un hombre puede tener «todo el equipamiento para la gloria y el honor» pero aun así tiene «el mayor de los esfuerzos por hacer el bien» acaba en «el mal de un yo insoportable para el que uno no es responsable». Edith Hall se refiere a Edipo rey como «esta tragedia definitiva» y sostiene que «la magistral sutileza de la caracterización de Sófocles así da credibilidad a las asombrosas coincidencias», y señala la ironía de que «Edipo solo puede cumplir su excepcional destino ordenado por los dioses porque Edipo es un hombre prominente, capaz e inteligente». H. D. F. Kitto dijo sobre Edipo rey que «es cierto que se puede decir que la perfección de su forma implica un orden del mundo», aunque Kitto advierte que si ese orden del mundo es o no «beneficioso, Sófocles no lo dice».
La revolución científica atribuida a Tales empezó a ganar fuerza política, y esta obra ofrecía una advertencia a los nuevos pensadores. Kitto interpreta la obra como la respuesta de Söfocles a los sofistas, dramatizando una situación en la que los humanos se enfrentan al sufrimiento, no importa que no sea culpa suya, y a pesar de la aparente aleatoriedad de los acontecimientos, el hecho de que han sido profetizados por los dioses implica que los acontecimientos no son realmente aleatorios, a pesar de que las razones quedan más allá de la comprensión humana. A lo largo de la obra, de acuerdo con Kitto, Sófocles declara «que es erróneo, en vista de lo incomprensible y lo inmoral, negar las leyes morales y aceptar el caos. Lo que es correcto es reconocer los hechos y no engañarse a uno mismo. El universo es una unidad; si, a veces, no encontramos ni pies ni cabeza en ello no debemos suponer que es aleatorio. Hay tanto que no podemos saber y no podemos controlar que no deberíamos pensar ni comportarnos como si lo supiéramos y controláramos.

## Temática
La obra plantea varios temas y se ha interpretado de formas variadas a lo largo de los siglos.

### El destino, el libre albedrío o el error trágico
Uno de los temas que se plantean es la fuerza del destino. Los personajes reciben malos presagios y cuando actúan con el fin de evitar su desgracia, no hacen sino cumplir con la profecía. Se trata de un tema común a la tragedia y a la mitología griega en general. En esta obra de Sófocles, por ejemplo, el personaje Layo recibe el aviso de que su hijo Edipo lo asesinará y decide abandonar al niño en el campo a su suerte. Pero el niño sobrevive y se da una precondición para que se produzca el asesinato: Edipo crece sin saber que Layo es su padre. Años más tarde, el oráculo le dice a Edipo que matará a su padre. Creyendo huir de su destino, huye de Corinto para no matar al que cree su padre, sin saber que precisamente esa acción lo cruzará con su verdadero progenitor en el camino.
El destino es un tema que a menudo aparece en la escritura griega, las tragedias en particular. La idea de que intentar eludir un oráculo es justo lo que hace que se acabe cumpliendo es un motivo común en muchos mitos griegos, y similitudes con Edipo pueden por ejemplo verse en el mito del nacimiento de Perseo.
Dos oráculos en particular dominan el argumento de Edipo rey. En los versos 711 a 714, Yocasta relata la profecía que le contaron a Layo antes del nacimiento de Edipo. Esto es:
(El oráculo) decía

que tendría el destino de morir 

a manos del hijo que naciera ´

de mí y de él
El oráculo habló solo a Layo del parricidio; el incesto está ausente. Impulsado por el relato de Yocasta, Edipo revela la profecía que hizo que él abandonara Corinto (791-93):
que estaba fijado que yo tendría que unirme a mi madre,

y que traería al mundo una descendencia insoportable

de ver para los hombres, y que yo sería

el asesino del padre que me había engendrado.
La implicación del oráculo de Layo es ambiguo. Una interpretación considera que la presentación del oráculo de Layo en esta obra difiere de la que se puede encontrar en la trilogía de Edipo de Esquilo producida en el año 467 a. C. Helaine Smith argumenta:
Sófocles tuvo la opción de hacer el oráculo a Layo condicional (si Layo tenía un hijo, ese hijo lo mataría) o incondicional (Layo tendría un hijo que lo mataría). Tanto Esquilo como Eurípides escriben obras en las que que el oráculo es condicional; Sófocles... eligió hacer que el oráculo de Layo fuera incondicional y así elimina la culpabilidad para sus pecados por parte de Edipo, pues él no podía haber hecho nada más que lo que hizo, sin importar qué acción emprendiera.
Esta interpretación es apoyada por la repetición de Yocasta del oráculo en los versos 854–55: «Loxias dijo expresamente que se llevaría a cabo [la muerte de Layo] por obra de un hijo mío». En griego, Yocasta usa el verbo chrênai: «ser el destino, necesario». Esta iteración del oráculo parece sugerir que era incondicional e inevitable. Otros eruditos han argumentado, a pesar de todo, que Sófocles sigue la tradición de hacer el oráculo de Layo condicional, y de esta manera evitable. Señalan la revelación inicial de Yocasta en los versos 711–14. En griego, el oráculo advierte: hôs auton hexoi moira pros paidos thanein/ hostis genoit emou te kakeinou para. Los dos verbos en negrita indican lo que es llamado una condición «futura más vívida»: si nace un hijo de Layo, su destino es ser asesinado por ese niño que lo derrotará.
Sea cual sea el oráculo de Layo, el que fue entregado a Edipo es claramente incondicional. Dada nuestra moderna concepción del destino y el fatalismo, los lectores de la obra tienen una tendencia a ver a Edipo como mera marioneta controlada por fuerzas mayores, un hombre aplastado por los dioses y el destino sin razón aparente. Esto, sin embargo, no es una lectura completamente exacta. Mientras es una perogrullada mitológica que los oráculos existen para ser cumplidos, los oráculos no causan los acontecimientos que llevan al resultado. En su significativo ensayo «Sobre el entendimiento de Edipo rey», E. R. Dodds traza una comparación con la profecía de Jesús en la Última Cena de que Pedro lo negaría tres veces. Jesús sabe que Pedro lo hará, pero los lectores de ninguna manera sugieren que Pedro de ninguna manera sea una marioneta del destino forzándolo a negar a Cristo. El libre albedrío y la predestinación no son en modo alguno excluyentes, y ese es el caso de Edipo.
El oráculo entregado a Edipo que es a menudo llamado una «profecía autorrealizada», en que la propia profecía pone en movimiento los acontecimientos que llevarán a su propio cumplimiento. Esto, sin embargo, no quiere decir que Edipo sea una víctima del destino y que no tenga libre albedrío. El oráculo inspira una serie de elecciones específicas, hechas libremente por Edipo, lo que le llevará a matar a su padre y casarse con su madre. Edipo elige no regresar a Corinto después de oír el oráculo, lo mismo que escoge encaminarse a Tebas, matar a Layo, casarse y tomar a Yocasta específicamente como su novia; en respuesta a la peste de Tebas, él elige enviar a Creonte al Oráculo en busca de consejo y luego seguir ese consejo, iniciando la investigación sobre el asesinato de Layo. Ninguna de estas elecciones están predestinadas.

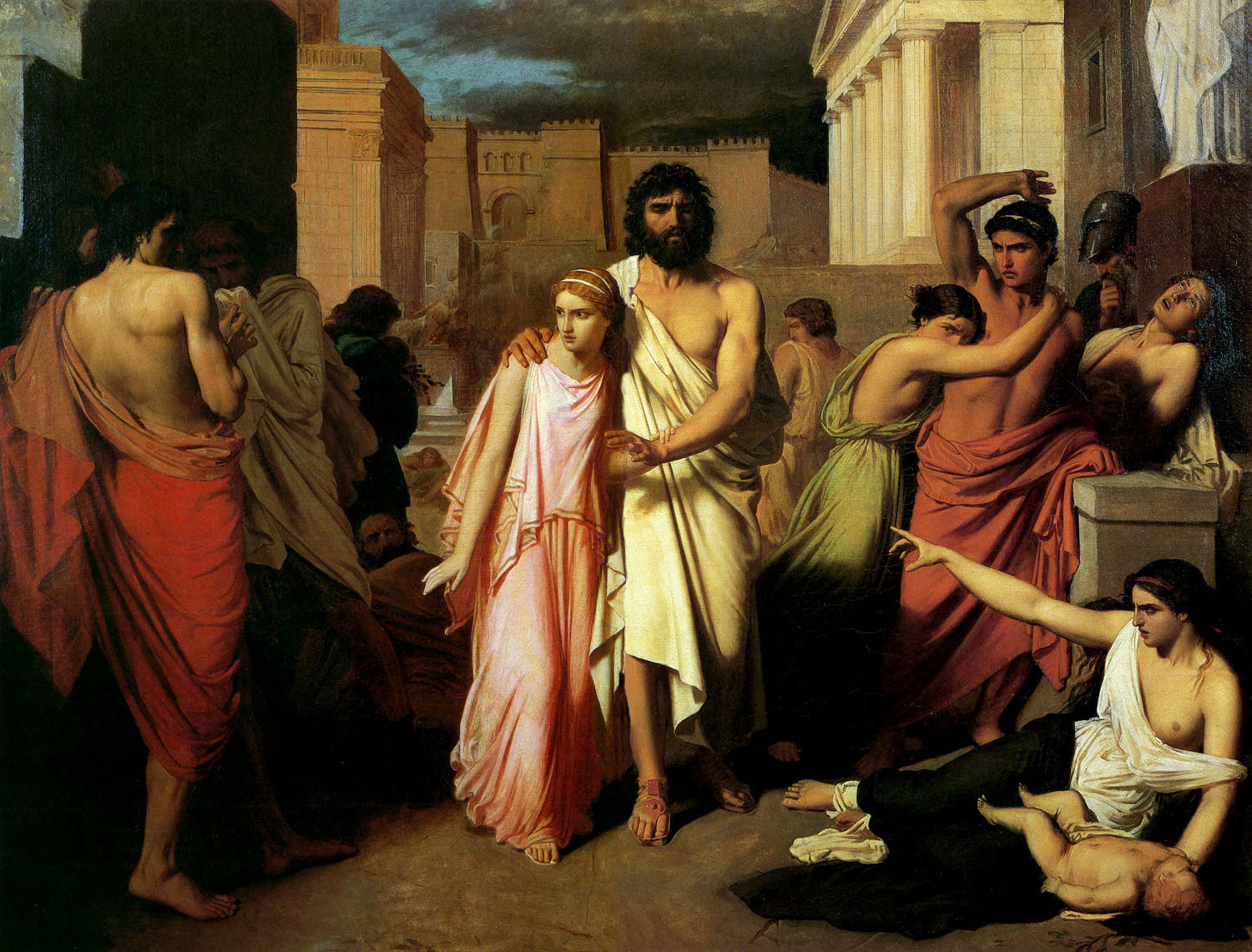
Edipo y Antígona, por Charles Jalabert.

Otra característica de los oráculos en el mito es que casi siempre son mal comprendidos por quienes los escuchan; de ahí el error de Edipo en lo que se refiere al significado del Oráculo Délfico. Visita Delfos para descubrir quienes son sus auténticos padres y asume que el Oráculo ha rechazado contestarle a esa cuestión, ofreciéndole en cambio una profecía que no tiene relación y que anticipa el parricidio y el incesto. La asunción de Edipo es incorrecta, el Oráculo, de hecho, en cierto sentido, contesta a su pregunta:
«En un análisis más agudo el oráculo contiene información esencial que Edipo parece desdeñar». La forma de expresarse el Oráculo: estaba condenado a ser el asesino del padre que me engendró se refiere al padre real, biológico, de Edipo. De la misma manera la madre con hijos contamnados es definida como la biológica. La forma de expresarse del invitado borracho por otro lado: tú no eres el hijo de tu padre define a Pólibo como solo un padre adoptivo para Edipo. Las dos formas de expresarse se apoyan la una en la otra y apuntan a que las «dos parejas de padres» alternativas. Así surge la cuestión de dos conjuntos de padres, el biológico y el adoptivo. La reacción de Edipo al Oráculo es irracional: afirma que no tuvo ninguna respuesta y huye alejándose de Corinto, mostrando de que firmemente creía en ese momento que Pólibo y Mérope son sus auténticos padres.
«La escena con el invitado borracho constituye el fin de la infancia de Edipo... No puede seguir ignorando un sentimiento de inseguridad respecto a su linaje. Sin embargo, después de consultar al Oráculo esta incertidumbre desaparece, de manera extraña, y es reemplazada por una certidumbre totalmente injustificada de que él es el hijo de Mérope y Pólibo. Hemos dicho que este es u comprtamiento irracional - su hamartia en sentido aristotélico - se debe a la represión de toda una serie de pensamientos en su consciencia, de hecho todo lo que se refiere a sus primeras dudas sobre su ascendencia.

### Tabú en las relaciones familiares
Otro tema es el tabú en las relaciones familiares. Edipo mata a quien bajo ninguna circunstancia debería  matar, a quien le diera la vida, y tiene relaciones incestuosas con quien lo engendró, su propia madre. Sin embargo, Edipo realiza estas acciones éticamente reprobables sin ser consciente de ello. El padre del psicoanálisis, Sigmund Freud, retomó esta idea para elaborar el concepto de «complejo de Edipo». Freud argumenta que el primer despertar sexual ocurre durante la niñez y se manifiesta en el deseo sexual hacia el progenitor de sexo opuesto y la hostilidad contra el progenitor del propio sexo. Freud se vale de esta obra (escrita más de dos mil años antes) para ilustrar que los deseos incestuosos son una primitiva herencia humana y que la vigencia de esta obra se debe a la permanencia de tales pulsiones. El rechazo del incesto y el parricidio que ha cometido lleva a Edipo a agredirse a sí mismo, dejándose ciego (lo que algunos discípulos de Freud han interpretado como una metáfora de la castración).

### Riesgos del conocimiento
La obra plantea también el problema de la búsqueda de la verdad y los riesgos y perjuicios que entraña alcanzar el conocimiento. Nietzsche habla de este drama en el capítulo nueve del Nacimiento de la tragedia. Presenta a Edipo como un transgresor, un héroe condenado a caer por haber intentado llegar demasiado lejos. Al transgredir la naturaleza y las normas sociales, y querer averiguar aquello que está prohibido, Edipo descubre un mundo cuya visión está vedada al resto de los mortales. Comete una versión masculina, heroica, del pecado original, al elegir comer del árbol del conocimiento que condena a la humanidad a abandonar la inocencia. En este caso es su curiosidad y su entereza lo que le estimula a investigar. Ese abandono de la inocencia, de la cómoda ignorancia, es el destino cruel y heroico de Edipo, y su gesta consiste en su sacrificio. Como Prometeo, él paga por un bien que la humanidad recogerá tras su acción.

### Poder de los dioses
Edipo rey es también una afirmación del poder de los dioses. A través de toda la obra queda clara la influencia decisiva que tiene Apolo en los acontecimientos, dando forma al destino de los personajes. Se descubre que la palabra divina es exacta, que debe obedecerse sin titubeos y que hay que respetar a quienes la profieren.

### Control del estado
La exploración de este tema en Edipo rey es paralelo al examen del conflicto entre el individuo y el Estado en Antígona. El dilema que Edipo se plantea aquí es similar al del tiránico Creonte: cada uno tiene, como rey, una decisión que sus súbditos cuestionan o desobedecen; cada rey también malinterpreta tanto su propio papel como soberano como el rol del rebelde. Cuando le informa el profeta ciego Tiresias que fuerzas religiosas están contra él, cada rey pretende que el sacerdote ha sido corrompido. Es aquí, sin embargo, en donde acaban los parecidos: mientras Creonte, viendo el revuelo que ha creado, intenta enmendar sus errores, Edipo rechaza escuchar a nadie.

### Vista y ceguera
Las referencias, literales y metafóricas, a la vista, aparecen por todo Edipo rey. Una visión clara sirve como una metáfora para la perspicacia y el conocimiento, pero un Edipo de buena visión es ciego a la verdad sobre sus orígenes y crímenes inadvertidos. El profeta Tiresias, por su parte, aunque literalmente ciego, «ve» la verdad y confía en lo que le es revelado. «Aunque el futuro de Edipo es predicho por los dioses, incluso después de haber sido advertido por Tiresias, él no puede ver la verdad o la realidad de antemano porque su excesivo orgullo ha cegado su visión...» Solo después de que Edipo físicamente se haya cegado a sí mismo obtiene una limitada habilidad profética, como se ve en Edipo en Colono. Es deliberadamente irónico que el «vidente» pueda «ver» mejor que Edipo, a pesar de estar ciego. En un verso (Edipo rey, 413), Tiresias dice:

Y puesto que me has echado en cara que soy ciego, te digo: aunque tú tienes vista, no ves en qué grado de desgracia te encuentras ni donde habitas ni con quiénes transcurre tu vida.

## Personajes

### Personajes de los hechos anteriores a la tragedia

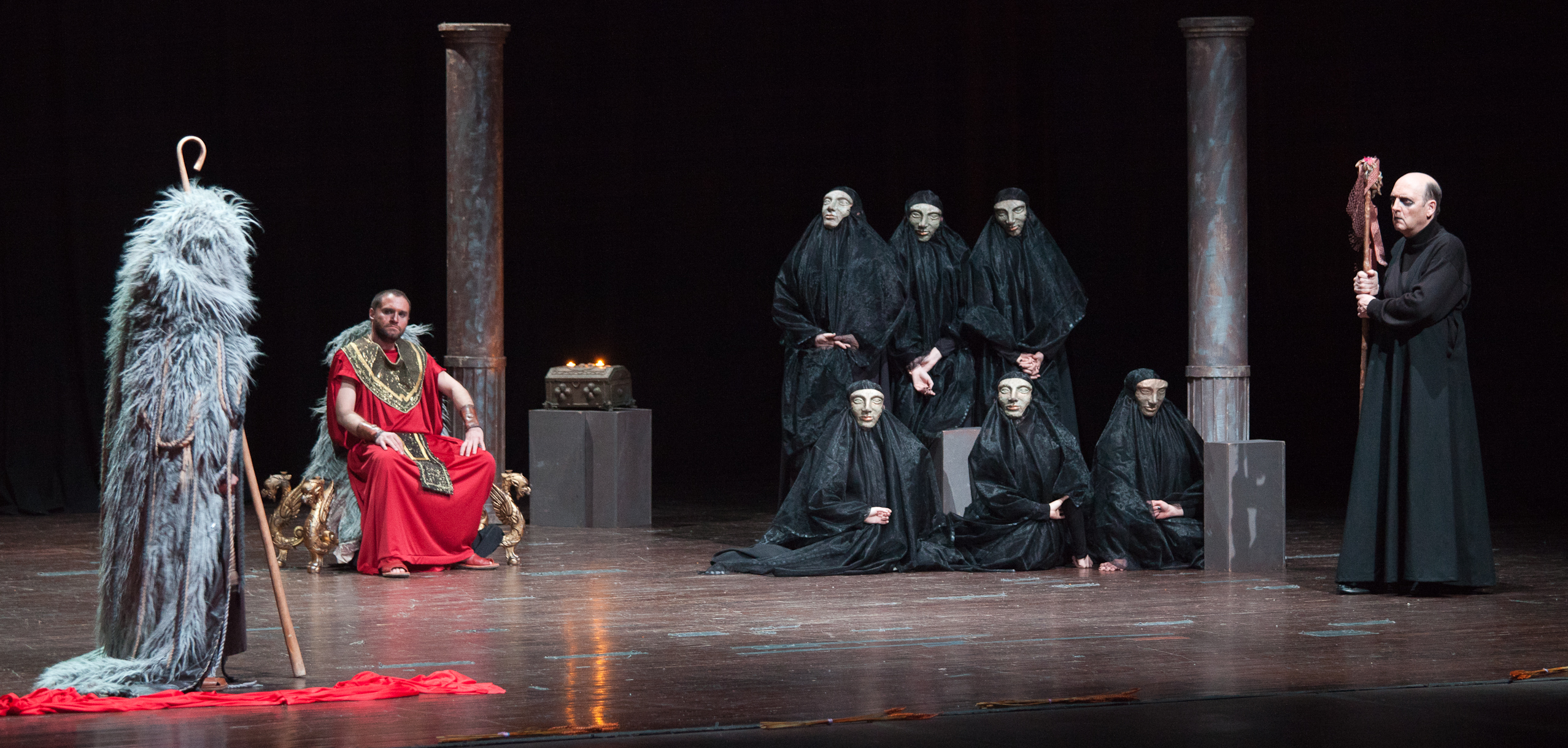
Representación de Edipo Rey en el "Festival de teatro grecolatino de Lugo" en 2011.

- Lábdaco: rey de Tebas, padre de Layo. Debido a la gran ofensa que hizo a los dioses, su familia sufrió la furia de las deidades.
- Layo: rey de Tebas, hijo de Lábdaco, padre de Edipo, y esposo de Yocasta. Abandonó a su hijo Edipo por un oráculo que decía que lo mataría y se casaría con su esposa Yocasta.
- Pólibo: rey de Corinto y padre adoptivo de Edipo.
- Mérope: reina de Corinto y madre adoptiva de Edipo.

### Personajes de latragedia
Personajes principales:
- Edipo: Rey de Tebas y esposo de Yocasta. Por haber librado a la ciudad de la amenaza de la Esfinge, los tebanos lo habían elegido como rey.
- Creonte: es el hermano de Yocasta, a quien Edipo acusa de querer usurpar su trono (vale aclarar que Creonte no tiene dicha intención). Queda a cargo de las hijas y del trono de Edipo cuando este se va.
- Tiresias:Vidente de la ciudad, anciano ciego, guiado por un lazarillo.
- Yocasta: reina de Tebas, madre de Edipo. Se casó con Edipo tras el asesinato de su anterior esposo, Layo.
- Corifeo: Dirige el coro y es amigo de Edipo.

Personajes secundarios:
- Coro de ancianos tebanos.
- Mensajero: lleva a Yocasta la noticia de la muerte del rey Pólibo.
- Paje: testigo y relator de los últimos sucesos y el desenlace final.
- Sacerdote: ministro del culto religioso de Zeus.
- Pastor o siervo: anciano, antiguo servidor del difunto rey Layo. Y testigo que presenció la muerte de layo y sabe que el asesino es Edipo.

## Estructura
Edipo Rey es una obra dramática en un solo acto, pues toda la obra se desarrolla en una unidad de tiempo.
La obra es una tragedia. Como tal, presenta a personajes eminentes, de elevada condición social, utiliza un lenguaje solemne y elevado y concluye con el sacrificio de varios personajes (en este caso, dos: Yocasta y Edipo), que pagan con la muerte (Yocasta) o la ceguera y el exilio (Edipo) sus acciones.
Consta de un prólogo, seguido de ocho episodios (escritos en trímetros yámbicos), entre los cuales se intercalan las intervenciones solistas del coro (párodos, cuatro estásimos) y el diálogo lírico del coro con los demás personajes. Las partes del coro (incluido el diálogo lírico con los demás personajes) se cantaban; el resto se recitaba. En el recitado, además de trímetros yámbicos, hay también algunos pasajes en anapestos y tetrámetro trocaico cataléctico.
1. Prólogo (1-150).

2. Coro: Párodos. (151-215).

3. Primer episodio:

3.1. Monólogo de Edipo (216-299).

3.2. Agón de Edipo y Tiresias (300-461).

4. Coro: primer estásimo (463-511).

5. Segundo episodio:

5.1. Monólogo de Creonte (512-531).

5.2. Agón de Edipo y Creonte (532-649).

6. Primer diálogo lírico: Edipo, Yocasta y el coro (650-696).

7. Tercer episodio: diálogo de Edipo y Yocasta (697-862).

8. Coro: segundo estásimo (863-910).

9. Cuarto episodio:

9.1. Monólogo de Yocasta (911-923).

9.2. Yocasta y el mensajero (924-949).

9.3. Yocasta, el mensajero y Edipo (950-1072).

9.4. Edipo y el mensajero (1073-1085).

10. Coro: tercer estásimo (1086-1109).

11. Quinto episodio: Edipo, el mensajero y el siervo (1110-1185).

12. Coro: cuarto estásimo (1186-1222).

13. Sexto episodio: mensajero de palacio (1223-1296).

14. Diálogo en anaspestos de Edipo y el corifeo (1297-1311).

15. Segundo diálogo lírico: Edipo y el corifeo (1312-1368).

16. Séptimo episodio: Monólogo de Edipo (1369-1421).

17. Octavo episodio: Edipo y Creonte (1422-1514).

18. Diálogo en tetrámetros trocaicos catalécticos de Edipo y Creonte (1515-1523).

19. Despedida, quizá apócrifa, del corifeo (1524-1530).

## Sigmund Freud

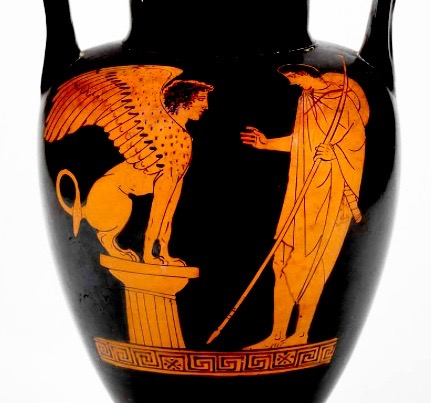
Una ánfora griega representa a Edipo y la Esfinge, h. 450 a. C.

Sigmund Freud en La interpretación de los sueños escribió un pasaje destacado en relación con el destino de Edipo así como con el complejo de Edipo. Analiza por qué esta obra, Edipo rey, escrita en la Antigua Grecia, sigue siendo efectiva en una audiencia moderna. Freud dice:
Su destino nos conmueve sólo porque podría haber sido el nuestro — porque el oráculo planta la misma maldición sobre nosotros antes de nuestro nacimiento, como a él. Es el destino de todos nosotros, quizás, dirigir nuestro primer impulso sexual hacia nuestra madre y nuestro primero odio asesino contra nuestro padre. Nuestros sueños nos convencen de que es así».
En el mismo libro, Freud indica, sin embargo que las «urgencias y temores primordiales» que le preocupan no se encuentran principalmente en la obra de Sófocles, sino que existen en el mito en el que se basa; se refiere a la obra como una «ulterior modificación de la leyenda», una que se origina en una «revisión secundaria mal concebida del material, que ha buscado explotarlo con propósito teológico».

## Adaptaciones

### Versiones fílmicas
La obra se ha filmado varias veces, dos en inglés.
En la versión para el cine de 1957, dirigida por Tyrone Guthrie y protagonizada por Douglas Campbell como Edipo, los actores representaron toda la obra enmascarados, como en el antiguo teatro griego.
La segunda versión en inglés, dirigida por Philip Saville y lanzada en 1968, se filmó en Grecia. Esta mostraba la cara de los actores y disfrutaba de un plantel lleno de estrellas, incluyendo a Christopher Plummer como Edipo, Lilli Palmer como Yocasta, Orson Welles como Tiresias, Richard Johnson como Creonte, Roger Livesey hacía de Pastor, y Donald Sutherland del Líder del Coro. La voz de Sutherland, sin embargo, fue doblada por otro actor. La película fue un paso más allá de la obra, sin embargo, mostrando en flashback, el asesinato de Layo (Friedrich Ledebur). También mostró a Edipo y Yocasta juntos en la cama, haciendo el amor. Realizada en 1968, esta película no se vio en Europa ni los EE. UU. hasta la década de los años setenta y ochenta después de que se garantizaran derechos de distribución a vídeo y televisión.
En 1967 Pier Paolo Pasolini dirigió Edipo Re, en españo, Edipo, el hijo de la fortuna (Edipo Rey), una interpretación moderna de la obra. La película de Toshio Matsumoto del año 1969, Bara no Sōretsu, es una adaptación libre de la obra y un importante trabajo de la Nueva ola japonesa. En Colombia, el escritor Gabriel García Márquez adaptó la historia en Edipo alcalde (1996), llevándolo a la realidad de Colombia. Fue dirigida por Jorge Alí Triana y la interpretaron Jorge Perugorría,  Ángela Molina, Francisco Rabal, Jairo Camargo, Jorge Martínez de Hoyos y Miriam Colón.

### Versiones teatrales
El compositor Ígor Stravinski escribió la ópera-oratorio Oedipus Rex, que se estrenó en 1927 por el Théâtre Sarah Bernhardt, París. Es una composición para orquesta, narrador, solistas y coro masculino. El libreto, basado en la tragedia de Sófocles, fue escrito por Jean Cocteau en francés y luego traducido por el abbé Jean Daniélou al latín; la narración, sin embargo, se interpreta en el lenguaje de la audiencia. La obra fue escrita a principios del período neoclásico de Stravinski, y está considerada una de las mejores obras de esta fase de su carrera como compositor. Había considerado ponerla en griego antiguo, pero al final decidió usar el latín, en sus propias palabras, «un medio no muerto sino convertido en piedra».

### Versiones para radio/televisión
Michael Pennington protagonizó Edipo con Claire Bloom como Yocasta, Sir John Gielgud como Tiresias y John Shrapnel como Creonte en la traducción/adaptación de Don Taylor en 1986 de la obra, que formó parte de la trilogía de la BBC de The Theban Plays.
En 1977, CBS Radio Mystery Theater retransmitió una versión de la historia titulada «So Shall Ye Reap», ambientada en lo que entonces era el territorio estadounidense de Nuevo Méjico en 1851.
Otro Edipo para televisión incluyó a Christopher Plummer (1957), Ian Holm (1972) y Patrick Stewart (1977).
En 2017, BBC Radio 3 retransmitió una producción de la traducción que hizo Anthony Burgess de la obra con Christopher Eccleston como Edipo y Fiona Shaw como Tiresias/Segundo Viejo. John Shrapnel, quien hizo de Creonte en la versión televisiva de 1986 de la BBC, interpretó al Primer Viejo.

### Parodias
Peter Schickele parodia tanto la historia de Edipo rey y la música de la ópera-oratorio de Stravinski en Oedipus Tex, un oratorio de temática Western supuestamente escrito por P.D.Q. Bach, lanzado en 1990 en el álbum Oedipus Tex and Other Choral Calamities.
Chrysanthos Mentis Bostantzoglou hace una parodia de esta tragedia en su comedia Medea (1993).
En el episodio 10 de la segunda temporada de 'CNNNN', un programa de televisión satírico australiano realizado por The Chaser, una animación corta en el estilo de un tráiler de película Disney, completa con música alegre proporcionada por Andrew Hansen, parodia Edipo rey. Aparte de que se anunció como «Diversión para toda la familia», la parodia también es mencionada en otras ocasiones durante el mismo episodio, como en un anuncio satírico en el que a los huérfanos se les ofrece una «urna de cenizas Edipo rey» gratis como una oferta promocional después de perder a un pariente.